# 辻峰拓
辻 峰拓（つじ たかひろ、1989年10月2日 - ）は、日本の吹奏楽作曲家、編曲家。

## 人物
埼玉県さいたま市出身。さいたま市立浦和高等学校卒業。高校より吹奏楽部に所属し、コントラバス、ギター、ベースを担当。また、作編曲に興味を持ち、演奏会などで自作を発表する。京都市立芸術大学音楽科作曲・指揮専攻を首席で卒業。作曲を、松本日之春、前田守一、葛西聖憲、中村典子、岡田加津子、トランペットを早坂宏明、吹奏楽法を黒川圭一にそれぞれに師事。京都市立芸術大学大学院音楽研究科作曲専攻を卒業。

## 主な作品
- 「8本のホルンのための3つの楽章」(つの笛作曲コンクール受賞作品/ホルン八重奏)
- 「沓掛の情景」(第13回 21世紀の吹奏楽「響宴」入選)
- 「Let's make a spRASH!」(Let's Trombone Quartet委嘱作品/トロンボーン四重奏)
- 「シャンティータ・ジュリーヴォ」(京都市交響楽団金管セクション委嘱作品/金管十重奏)
- 「協奏曲」(トロンボーン独奏、打楽器、弦楽アンサンブル)
- 「一絡げな音楽」（オーケストラ）
- 「次元交響曲」（オーケストラ）
- 「偉大な芸術家のための狂詩曲」（京都市立芸術大学トランペットアンサンブル委嘱作品/トランペット六重奏）
- 「王様と小人」序曲（さいたま市与野南中学校委嘱作品/金管八重奏）